# Reggia di Portici
Reggia di Portici är ett palats i Portici söder om Neapel i Italien.
Det uppfördes mellan 1738 och 1742 för Karl III av Spanien, som var kung av Neapel 1735-1759. Det användes ofta som bostad för kungliga hovet under Karls regeringstid. Eftersom palatset var relativt litet, uppfördes flera villor för hovet i trakten runt Portici, kallade "vesuviska villor". 
1759 blev Karl kung av Spanien och efterträddes som kung av Neapel av Ferdinand I. Under Ferdinand ersattes palatset i Portici av det betydligt större slottet i Caserta på 1760-talet. Portici-slottet var bostad åt kungens bror prins Filip av Neapel fram till dennas död 1777. Slottet användes fortfarande aktivt av kungafamiljen under 1800-talet. Kung Joachim Murat inredde det i fransk stil under den franska ockupationen. 

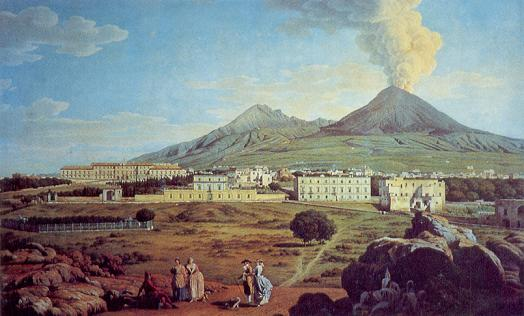
Reggia di Portici, cirka 1745.